# Militaire Medaille (Spanje)
De Militaire Medaille (Spaans: Medalla Militar) is een Spaanse militaire onderscheiding. Deze werd op 29 juni 1918 door de koning van Spanje Alfons XIII van Spanje ingesteld. De medaille werd ongeacht de rang van de manschappen van de Spaanse strijdkrachten, en onder vergelijkbare omstandigheden ook aan buitenlandse militaire voor uitstekende prestaties voor de vijand uitgereikt.

## Uiterlijk
De medaille in zijn eerste vorm had een doormeting van 42 mm, de huidige is 37 mm. Met een diameter van 25 mm, toont het op de muntzijde een vrouwelijk figuur met engelenvleugels, die aan de godin Victoria doet denken. Zij steunt met haar linkerhand op een schild met een centrale leeuwenkop. In haar rechterhand houdt ze een lauwerkrans. De hele symboliek speelt zich af aan de oevers van een zee, waar de zon net aan de horizon ondergaat. In de golven van de zee is de naam van de firma Egana gestanst. De rand van de medaille vormt een cartouche, de zijkant toont twee leeuwen in het midden. Deze symbolen zijn verbonden door een linkerzijde laurier en rechterzijde eikenbladeren krans, beide kransen zijn bijeengebonden door een lint aan hun onderkant. Op het lint staat "AL VALOR MUY DISTINGUIDO". De keerzijde toont de ongewijzigde rand van de medaille zoals op de voorkant. In plaats van de inscriptie op de voorzijde, is de band echter leeg en wordt vervolgens gegraveerd met de reden voor de uitreiking van de onderscheiding. In het midden staat het wapen van Spanje, die voor de Johannesadelaar met aureool afgebeeld is. Links en rechts van de adelaar liggen de twee zuilen van Hercules. Onder de rechterzuil is een stervormig object te zien, wat aan het symbool van de Falange (Juk en Pijlen) doet denken. Onder de linkerzuil staat de naam van de firma.

## Draagwijze
De medaille wordt op de linker bovenste borstzijde gedragen.

## Decorati
- Emilio Mola
- Adolf Galland (Legioen Condor)[2] met Diamanten[3]
- Mohamed Meziane
- Werner Mölders (Legioen Condor)[4][5]
- Walter Oesau (Legioen Condor)
- Wilhelm Ritter von Thoma (Legioen Condor)[6][7]
- Wolfram von Richthofen (Legioen Condor)[8][9] met Diamanten[10]
- Günther Lützow (Legioen Condor)[11][12]
- Philippe Pétain (opperbevelhebber Franse strijdkrachten)
- Herbert Ihlefeld (Legioen Condor)
- Rudolf von Moreau (Legioen Condor)
- Hermann Hogeback (Legioen Condor)
- Walter Oesau (Legioen Condor)
- Hans von Funck (Legioen Condor)
- Emilio Esteban-Infantes (Spaanse Burgeroorlog)
- Antonio Ibáñez Freire (Spaanse Burgeroorlog)
- Hugo Sperrle (Legioen Condor) (met Diamanten)[13]